# Dănuț Păle
Dănuț Păle (n. 4 octombrie 1966, Crângeni, România) este un deputat român, ales în 2016. 